# Neblu
Adílson Cipriano da Cruz (Luanda, 16 de dezembro de 1993), mais conhecido como Neblu, é um futebolista angolano que atua como goleiro. Atualmente defende o Primeiro de Agosto.

## Carreira
Neblu representou o elenco da Seleção Angolana de Futebol no Campeonato Africano das Nações de 2013.